# Kuala Lemang
Kuala Lemang is een bestuurslaag in het regentschap Indragiri Hilir van de provincie Riau, Indonesië. Kuala Lemang telt 2652 inwoners (volkstelling 2010).